# Ronde van Bern (mannen)
De Ronde van Bern is een eendaagse wielerkoers rond het kanton Bern in Zwitserland. De koers werd in 1920 voor het eerst verreden onder de naam Tour du Nord-Ouest de la Suisse (Ronde van Noordwest-Zwitserland) en gewonnen door de Zwitser Heiri Suter. Hij zou de koers in totaal vijf keer winnen, wat anno 2025 nog steeds het record is. Vanaf 1992 heet de wedstrijd Berner Rundfahrt/Tour de Berne (Ronde van Bern).
Origineel was het slechts een wedstrijd voor amateurs en professionals. Vanaf 1968 zijn er ook edities voor nieuwelingen en junioren. In 1979 werd de eerste vrouwenwedstrijd verreden. In 2005 was de koers eenmalig onderdeel van de UCI Europe Tour, met een classificatie van 1.1. De koers werd daarna voor beloften en elite zonder contract.

## Lijst van winnaars

### Meervoudige winnaars
| Overwinningen | Renner           | Land        | Jaren                        |
| ------------- | ---------------- | ----------- | ---------------------------- |
| 5             | Heiri Suter      | Zwitserland | 1920, 1921, 1922, 1923, 1929 |
| 3             | Georges Antenen  | Zwitserland | 1928, 1930, 1933             |
| 2             | Ferdi Kübler     | Zwitserland | 1943, 1949                   |
| 2             | Hans Hollenstein | Zwitserland | 1955, 1959                   |
| 2             | Eric Spahn       | Zwitserland | 1971, 1972                   |
| 2             | Roland Salm      | Zwitserland | 1974, 1975                   |
| 2             | Erich Mächler    | Zwitserland | 1982, 1992                   |
| 2             | Urs Freuler      | Zwitserland | 1985, 1988                   |
| 2             | Arnaud Tendon    | Zwitserland | 2023, 2025                   |

### Overwinningen per land
| Overwinningen | Land |
| ------------- | --- |
| 66            | Zwitserland |
| 7             | België |
| 6             | Duitsland |
| 5             | Italië |
| 1             | GDR, Italië, Verenigd Koninkrijk, Ierland, Nederland, Frankrijk, Zweden, Polen, Hongkong, Luxemburg, Wit-Rusland, Oostenrijk |